# Epsilon Reticuli
Epsilon Reticuli (ε Reticuli, HD 27442) é uma estrela na constelação de Reticulum. Com uma magnitude aparente visual de 4,44, é visível a olho nu em locais escuros no hemisfério sul. Medições de paralaxe pela sonda Gaia indicam que está localizada a uma distância de 60,1 anos-luz (18,4 parsecs) da Terra.
Este é um sistema binário em que a estrela primária é uma subgigante de classe K, e a secundária é uma anã branca. Em 2000, foi confirmada a existência de um planeta extrassolar orbitando a estrela primária do sistema.

## Sistema estelar
A estrela primária do sistema, Epsilon Reticuli A, é uma subgigante de classe K com um tipo espectral de K2IV, o que indica que já cessou a fusão de hidrogênio em seu núcleo e abandonou a sequência principal, estando no processo de evoluir para uma estrela gigante. Com uma massa estimada em cerca de 1,5 vezes a massa solar, a estrela tinha originalmente um tipo espectral de F0 enquanto estava na sequência principal. A estrela expandiu-se para um raio de 3,18 vezes o raio solar e está brilhando com 6,2 vezes a luminosidade solar. Sua fotosfera está irradiando essa energia com uma temperatura efetiva de 4 961 K. Como é comum entre estrelas com planetas gigantes, sua metalicidade é alta, com uma concentração de ferro 82% superior à solar.
A estrela secundária, Epsilon Reticuli B, é conhecida como uma companheira visual desde 1930, e em 2006 foi confirmada como uma companheira física com base em seu movimento próprio comum. Foi notado que os índices fotométricos dessa estrela são incompatíveis com um objeto da sequência principal, mas que são consistentes com uma anã branca quente. Isso foi confirmado em 2007 por observações espectroscópicas, que mostraram o perfil de absorção típico de uma anã branca rica em hidrogênio (tipo espectral DA). Essa estrela é observada com uma magnitude aparente visual de 12,5 a uma separação de aproximadamente 13 segundos de arco da primária, correspondendo a uma separação física projetada de 240 UA e um período orbital de mais de 2700 anos.
Estima-se que Epsilon Reticuli B tenha uma massa de cerca de 60% da massa solar e um raio de 1,32% do raio solar (144% do raio terrestre). Originalmente, enquanto estava na sequência principal, a estrela provavelmente tinha um tipo espectral de A5 e uma massa de 1,9 vezes a massa solar, tendo passado 1,3 bilhões de anos nessa fase. Com base em uma temperatura efetiva de 15 310 K, medida por espectroscopia, é estimado que ela já passou 200 milhões de anos como uma anã branca, correspondendo a uma idade total de 1,5 bilhões de anos. Essa idade é inconsistente com a idade estimada da estrela primária, 2,8 bilhões de anos, o que pode indicar uma massa menor para a anã branca ou maior para a  primária.
Assim como a maioria das estrelas da vizinhança do Sol, o sistema Epsilon Reticuli pertence ao disco fino da Via Láctea, composto por estrelas mais jovens e com uma metalicidade maior do que as do disco espesso. Sua velocidade espacial, em relação ao sistema local de repouso, é representada pelo vetor (U, V, W) = (−24,7, −16,9, −12,3) km/s. Atualmente se afastado do Sistema Solar com uma velocidade radial de 29,3 km/s, o sistema fez sua maior aproximação ao Sol há cerca de 480 mil anos, quando chegou a uma distância mínima de 27,1 anos-luz (8,3 parsecs) do Sol.

## Sistema planetário
Em 2000 foi descoberto um planeta extrassolar orbitando Epsilon Reticuli A, denominado Epsilon Reticuli b. Sua detecção foi feita pelo método da velocidade radial a partir de 14 observações da estrela entre janeiro de 1998 e janeiro de 2001, como parte do Anglo-Australian Planet Search (AAPS), que utiliza o espectrógrafo UCLES no Telescópio Anglo-Australiano. Em 2006 foi publicada uma solução orbital atualizada, criada com base em 55 observações. Uma nova solução orbital foi publicada em 2020, baseada em 104 observações da estrela feitas até o encerramento da pesquisa com o Telescópio Anglo-Australiano em 2014.
Esse planeta é um gigante gasoso análogo a Júpiter, tendo uma massa mínima de 1,55 vezes a massa de Júpiter. Orbita a estrela a uma distância média de 1,27 UA com um período de 429 dias. Sua órbita é praticamente circular, com uma excentricidade de 0,06.
| Planeta | Massa           | Semieixo maior (UA) | Período orbital (dias) | Excentricidade |
| ------- | --------------- | ------------------- | ---------------------- | -------------- |
| b       | >1,55 ± 0,07 MJ | 1,269 ± 0,001       | 429,1 ± 0,7            | 0,057 ± 0,037  |